# Plumaudan
Plumaudan é uma comuna francesa na região administrativa da Bretanha, no departamento Côtes-d'Armor. Estende-se por uma área de 17,89 km². Em 2010 a comuna tinha 1 347 habitantes (densidade: 75,3 hab./km²).